# Donji Krančići
Donji Krančići su naseljeno mjesto u općini Prozor-Rama, Federacija Bosne i Hercegovine, BiH.

## Stanovništvo

### 1991.
Nacionalni sastav stanovništva 1991. godine, bio je sljedeći:
ukupno: 156
- Muslimani - 137
- Hrvati - 19

### 2013.
Nacionalni sastav stanovništva 2013. godine, bio je sljedeći:
ukupno: 50
- Bošnjaci - 33
- Hrvati - 17